# 富津火力発電所
富津火力発電所（ふっつかりょくはつでんしょ）は千葉県富津市新富25に所在するJERAの天然ガス火力発電所。

## 概要
東京電力が建設し、1985年12月に1号系列1軸が運転を開始、4号系列までが建設された。火力発電所としては同社鹿島火力発電所、東北電力東新潟火力発電所（緊急設置電源含む）に次いで国内第三位の総出力であり、世界でも最大級の火力発電所である。
本発電所は、東京電力が初めて熱効率の高い1,100℃級コンバインドサイクル発電方式を導入した発電所で、その後1,300℃級改良型コンバインドサイクル発電方式、更には1,500℃級コンバインドサイクル発電方式を導入するなど、東京電力火力発電所の最先端を担っている。特に4号系列は、東芝とGEの共同製品であるH System発電方式を国内で初めて採用し、熱効率59%を実現するなど高い性能を達成している。
2016年からは、1号系列のうち6軸（第7軸は対象外）および2号系列全7軸の計13軸について発電効率の向上を目的に、ガスタービン等の取替工事を順次実施しており、これにより発電効率が1号系列では3.3%もしくは4.2%、2号系列では1,300℃級ガスタービンに更新されることもあり7.1%向上する。2号系列の出力は2017年8月に112万kWに増強した。その後、2019年8月に本工事は完了した。
2016年4月に東京電力から100%子会社の東京電力フュエル&パワーに移管、2019年4月にはさらにJERAに移管された。

## 発電設備

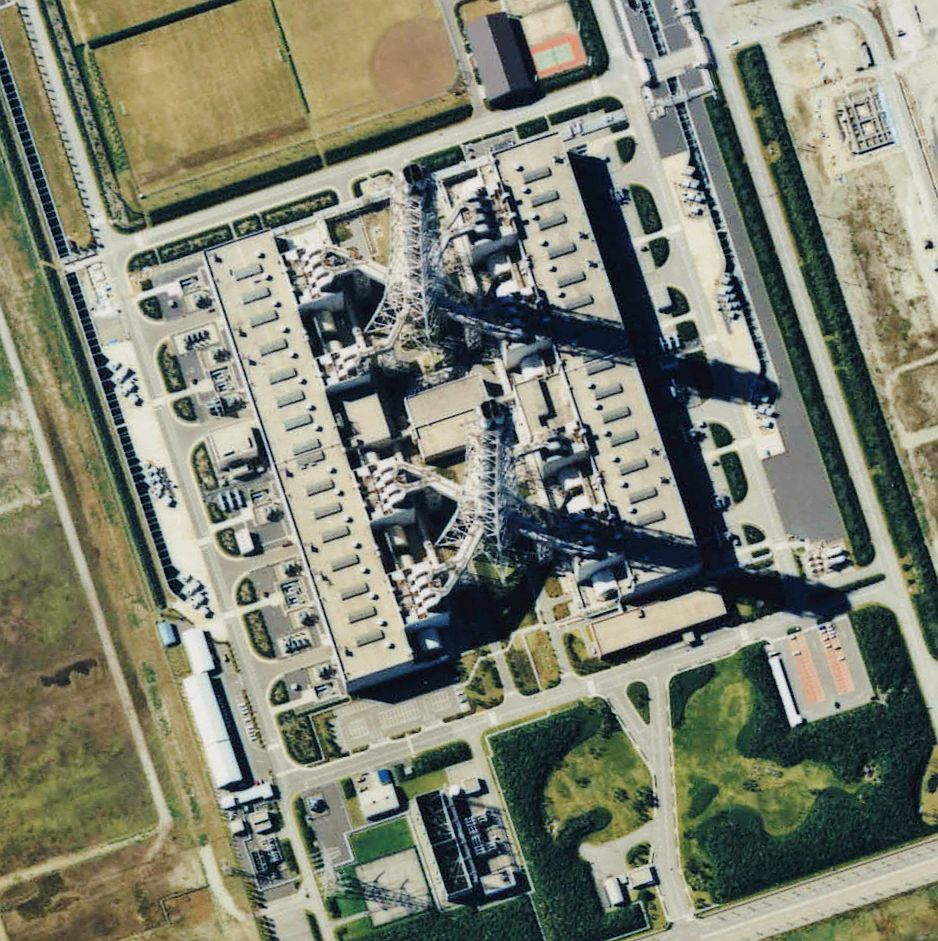
1・2号系列
（1988年度撮影）

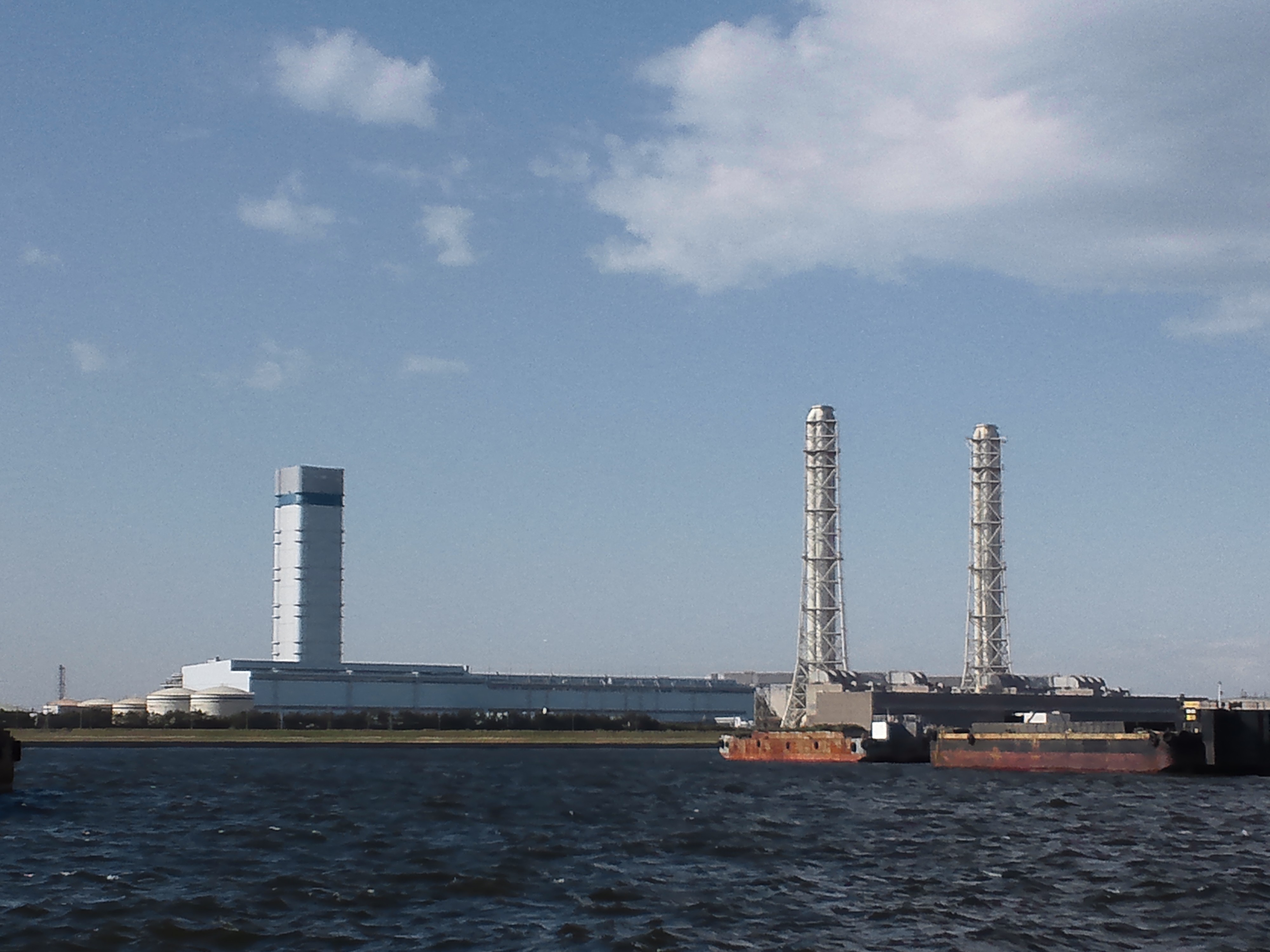
南側から撮影（2013年5月）

- 総出力：516万kW（2019年8月9日現在）[2]
- 敷地面積：約116万m2

1号系列
発電方式：
　1-1～6号：1,150℃級コンバインドサイクル発電(Combined Cycle)方式
　1-7号：1,100℃級コンバインドサイクル発電(CC)方式
定格出力:100万kW（16.7万kW × 6軸、16.5万kW × 1軸）*
　ガスタービン × 7軸
　蒸気タービン × 7軸
使用燃料：LNG
熱効率：
　1-1、3、5、6号：51.4%（低位発熱量基準）
　1-2、4号：50.5%（低位発熱量基準）
　1-7号：47.2%（低位発熱量基準）
営業運転開始
　1-1号：1985年12月
　1-2号：1986年2月
　1-3号：1986年5月
　1-4号：1986年5月
　1-5号：1986年7月
　1-6号：1986年9月
　1-7号：1986年11月
ガスタービン等取替工事（1-7号は対象外）
　1-1号：2017年6月
　1-2号：2017年12月
　1-3号：2018年7月
　1-4号：2017年9月
　1-5号：2019年7月
　1-6号：2019年3月
* 全軸を合計して最大100万kWとなるよう運転される。
2号系列
発電方式：1,300℃級改良型コンバインドサイクル発電(Advanced Combined Cycle)方式
定格出力:112万kW（16.0万kW × 5軸、16.2万kW × 2軸）*
　ガスタービン × 7軸
　蒸気タービン × 7軸
使用燃料：LNG
熱効率
　2-1、2、4、5、7号：54.3%（低位発熱量基準）
　2-3、6号：54.4%（低位発熱量基準）
営業運転開始
　2-1号：1987年12月
　2-2号：1988年2月
　2-3号：1988年4月
　2-4号：1988年5月
　2-5号：1988年9月
　2-6号：1988年9月
　2-7号：1988年11月
ガスタービン等取替工事
　2-1号：2016年7月
　2-2号：2018年3月
　2-3号：2019年8月
　2-4号：2018年8月
　2-5号：2017年3月
　2-6号：2019年3月
　2-7号：2017年8月
* 全軸を合計して最大112万kWとなるよう運転される。
3号系列
発電方式：1,300℃級改良型コンバインドサイクル発電(ACC)方式
定格出力:152万kW（38万kW × 4軸）
　ガスタービン：24.9万kW × 4軸
　蒸気タービン：13.1万kW × 4軸
使用燃料：LNG
熱効率：55.3%（低位発熱量基準）
営業運転開始
　3-1号：2001年7月9日
　3-2号：2001年12月4日
　3-3号：2003年7月17日
　3-4号：2003年11月13日
4号系列
発電方式：1,500℃級コンバインドサイクル発電(More Advanced Combined Cycle)方式
定格出力:152万kW（50.7万kW × 3軸）*
　ガスタービン：33.6万kW × 3軸
　蒸気タービン：17.1万kW × 3軸
使用燃料：LNG
熱効率：58.6%（低位発熱量基準）
営業運転開始
　4-1号：2008年7月29日
　4-2号：2009年11月10日
　4-3号：2010年10月5日
* 全軸を合計して最大152万kWとなるよう運転される。

## 付随施設
発電所内にはLNG基地も建設されており、袖ケ浦火力発電所及び姉崎火力発電所などへ供給している。1985年9月にマレーシアからの第1船が入船して以来、オーストラリア、中東、東南アジア、ロシア（サハリン）など、世界20か国（年間約150隻）からのLNGを受入れており、その累計受入量は2009年4月に1億tに到達した。この累計受入量は日本全体のLNG累計受入量の約8%に相当する。
発電所以外にもLNGを供給しており、2001年1月より大多喜ガス株式会社、2006年4月より京葉ガス、2006年12月より関東天然瓦斯開発へガス卸供給を開始し、2007年9月にはLNGローリー販売も開始している。
2009年3月には富津火力発電所と東扇島火力発電所のLNG基地間をつなぐ東西連係ガス導管の運用を開始。これにより、千葉県側の5つの火力発電所（千葉・五井・姉崎・袖ケ浦・富津）と神奈川県側の3つの火力発電所（東扇島・川崎・横浜）を結ぶパイプラインが構築され、LNG供給の安定性向上や発電所とLNG基地の弾力的かつ効率的な運用が実現した。
隣接地には東京電力が運営する「TEPCO新エネルギーパーク」があったが、2011年3月11日に発生した東北地方太平洋沖地震（東日本大震災）の影響により、閉園した。

## 接続基幹系統
- 富津火力線 - 50万V送電線。内陸部で北上し新袖ヶ浦線に接続。

## 4号系列第1軸火災事故
2015年8月16日18時頃、自動停止するとともに建屋3階ガスタービンエンクロージャー内にて火災が発生。富津消防署による消火作業が行われた。
点検の結果、ガスタービンの点検孔をふさぐピンの折損・飛散によりガスタービンの動翼が破損し、過大な振動が発生、ガスタービン軸受の潤滑油配管継ぎ手部に損傷が生じて油が流出し、火災に至ったものとされる。当該第1軸の他、第2、3軸も消火作業および対策工事のため停止していたが、第2、3軸については同年10月14日以降、順次運転を再開した。
一方、第1軸はガスタービン本体及びその付属設備の取替工事を行い2017年9月23日に復旧した。